# Villa Orlando (Torre del Lago Puccini)
Villa Orlando si trova a Torre del Lago Puccini (Viareggio), affacciata sul lago di Massaciuccoli e poco distante dalla villa che fu di Giacomo Puccini. Le torri di villa Orlando sono oggi le uniche della località "Torre", ma non sono esse ad averne dato il nome, anzi sono un omaggio all'antica torre che presidiava un tempo il lago, perduta molti anni prima.

## Storia
Fu il commerciante livornese di origine alsaziana Piero Kotzian a commissionare una residenza di caccia a svago sul lago all'architetto fiorentino Patchò, che la realizzò in stile neogotico nel 1869.
Nel 1896 fu acquistata da Salvatore Orlando, i cui eredi ancora oggi la posseggono. 
Dall'8 settembre 1943, per un anno esatto, la villa venne requisita dai tedeschi, che vi alloggiarono un comando responsabile dell'idroscalo di Massaciuccoli. Danneggiata anche da bombardamenti, la villa e il suo parco furono restaurati nel dopoguerra.

## Descrizione

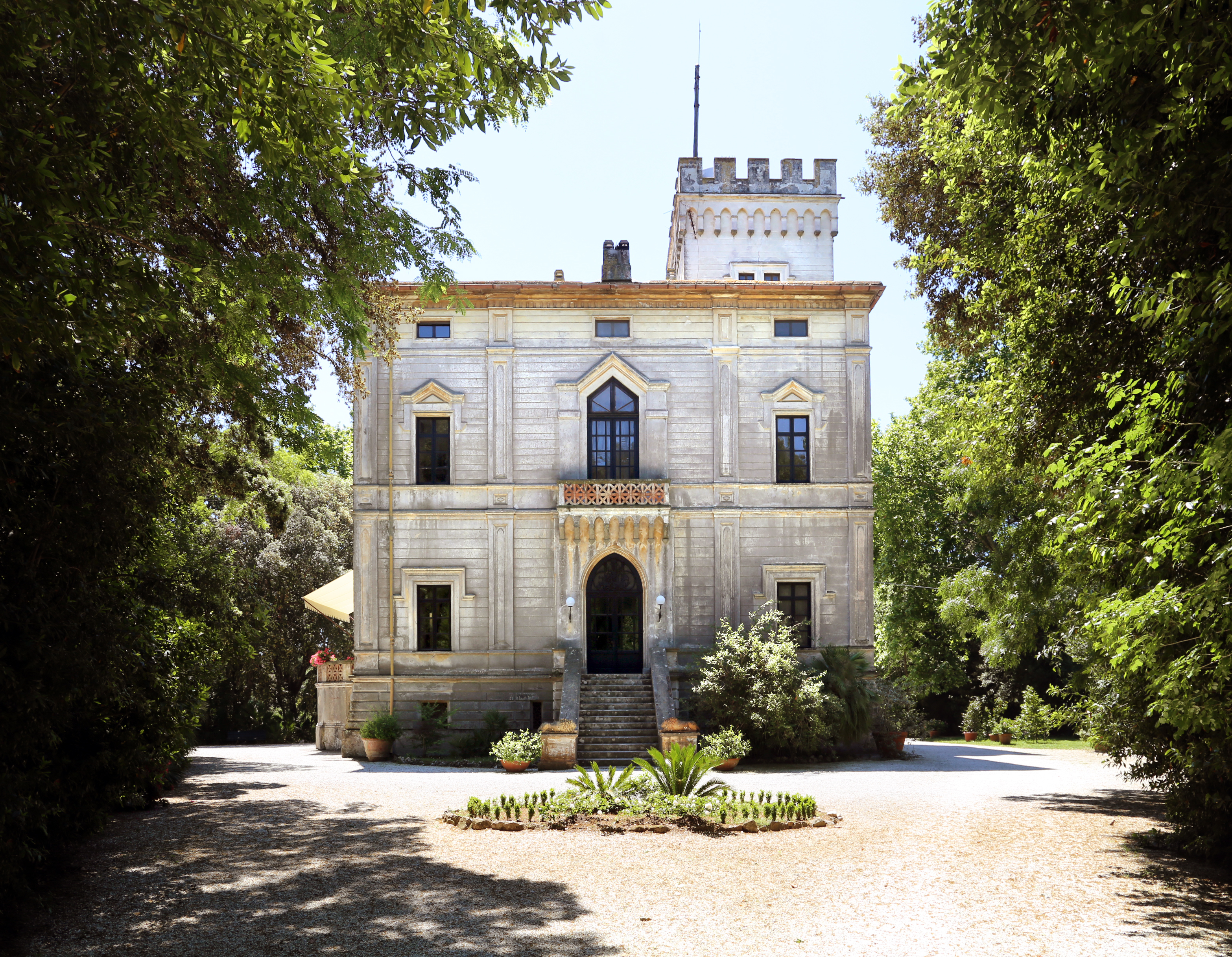
Villa Orlando

La villa ha una forma pressoché cubica, movimentata all'esterno dalla scalinata per il piano nobile rialzato, da una terrazza verso il lago, e da una slanciata torretta panoramica. In onore forse delle origini liguri del committente, il tetto fu coperto in lastre di ardesia, anziché coi tipici tegoli in terracotta toscani. 
All'interno gli ambienti sono spartiti secondo i rapporti del 3 e del 4, con una sala da pranzo neorinascimentale affrescata da Guglielmo Micheli con grottesche e riproduzioni di navi prodotte a Livorno per conto dell'Orlando. La biblioteca contiene anche l'archivio storico della famiglia Orlando. 
Il grande parco che la circonda, facente parte dell'oasi naturalistica del Parco naturale di Migliarino, San Rossore, Massaciuccoli, arriva fino alla strada e prosegue costeggiando il lago ben oltre il confine comunale di Viareggio, nel territorio amministrativamente di Vecchiano, per un totale di circa quattro ettari d'estensione. Organizzato su tre viali principali, contiene come essenze dominanti i platani, le palme, i cipressi e i roseti.
In corrispondenza del lago è presente una piccola darsena per l'attracco coperto delle barche, pure abbellita da una torretta. 

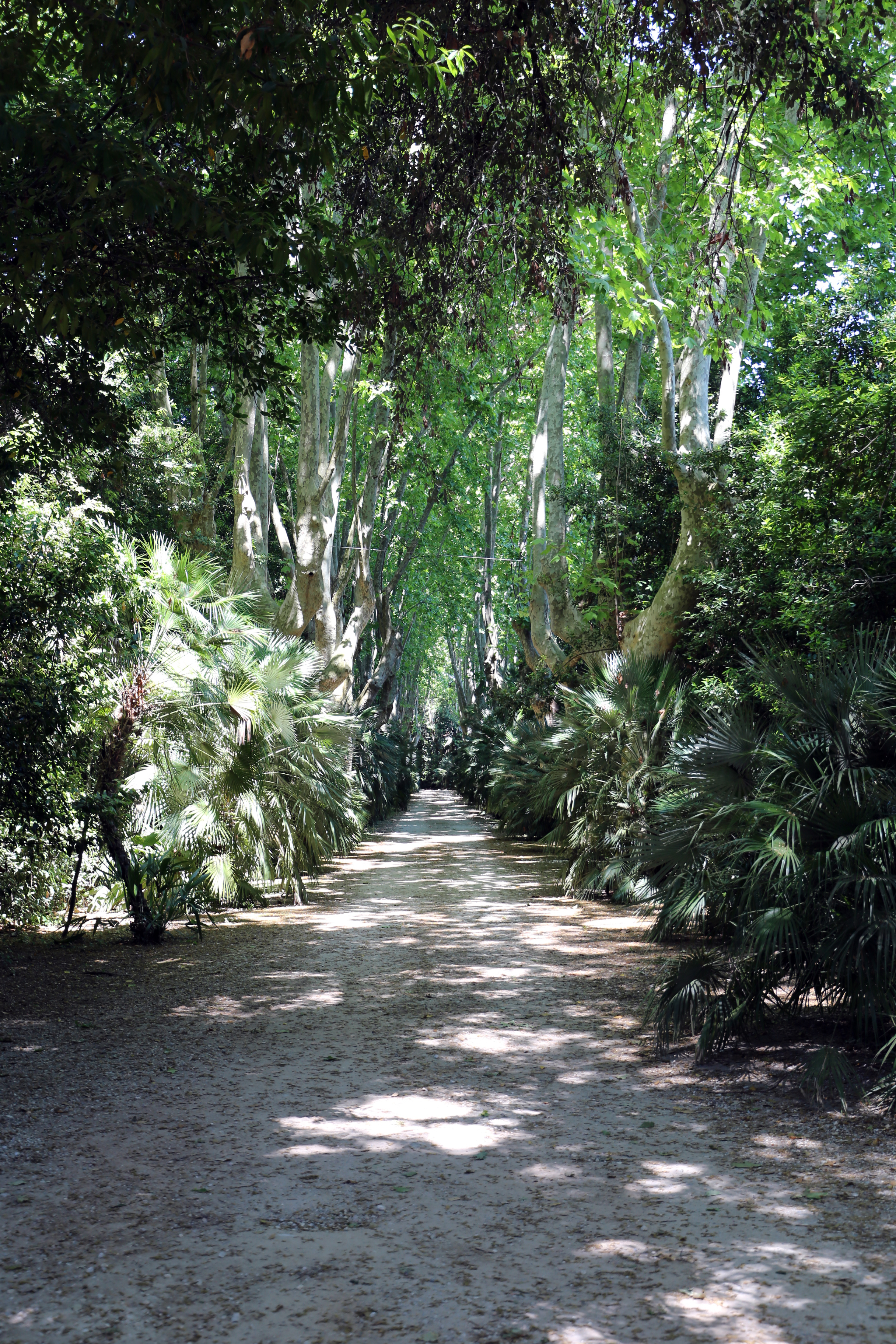
Viale nel parco

In corrispondenza dell'accesso sul viale Puccini esisteva un'articolata portineria neogotica, arricchita da un arco a tutto sesto, una torretta e un muro merlato racchiuso tra due torrette laterali. Questo complesso fu minato nel 1944 dai tedeschi in ritirata, dove avevano installato un cannone antiaereo.